# Leopold de Baviera (príncep regent de Baviera)
Leopold de Baviera, príncep regent de Baviera (Würzburg 1821 - Múnic 1912). Príncep de Baviera de la Casa dels Wittelsbach que l'any 1886, i fins a la seva mort, esdevingué príncep regent de Baviera.

## Orígens familiars
Nascut el dia 12 de març de l'any 1821 a la ciutat alemanya de Würzburg essent fill del rei Lluís I de Baviera i de la princesa Teresa de Saxònia-Hildburghausen. Leopold era net del rei Maximilià I Josep de Baviera i de la princesa Augusta Guillemina de Hessen-Darmstadt per via paterna, mentre que per via materna era net del duc Frederic I de Saxònia-Altenburg i de duquessa Carlota de Mecklenburg-Strelitz.

## Núpcies i descendents
El dia 15 d'abril de l'any 1844 a Florència es casà amb l'arxiduquessa Augusta d'Àustria-Toscana, filla del gran duc Leopold II de Toscana i de la princesa Maria Anna de Saxònia. La parella tingué quatre fills:
- SM el rei Lluís III de Baviera, nat el 1845 a Múnic i mort el 1921 a Sárvár (Hongria). Es casà el 1868 a Viena amb l'arxiduquessa Maria Teresa d'Àustria-Este.

- SAR el príncep Leopold de Baviera, nat a Múnic el 1846 i mort a Múnic el 1930. Es casà el 1873 a Viena amb l'arxiduquessa Gisela d'Àustria.

- SAR la princesa Teresa de Baviera, nada a Múnic el 1850 i morta a Lindau el 1925.

- SAR el príncep Francesc Josep de Baviera, nat el 1852 a Múnic i mort el 1907 a Venècia. Es casà el 1882 a Viena amb la princesa Teresa de Liechtenstein.

## Regència
El dia 10 de juny de l'any 1886 el rei Lluís II de Baviera fou declarat incapacitat per exercir el govern de Baviera, immediatament el príncep Leopold inicià una regència que perduraria fins a l'any 1916. Pocs dies després, el monarca morí ofegat al Stanberg de Baviera i el succeí el seu germà, el rei Otó I de Baviera, declarat incapacitat per les autoritats mantenint-se d'aquesta forma la regència.
En el primer moment de l'exercici de la regència, el príncep Leopold fou acusat pel poble bavarès d'orquestrar l'assassinat del rei Lluís II de Baviera; ara bé, amb el pas del temps, el caràcter afable, familiar i auster del príncep regent li atorgaren una enorme popularitat. Una de les primeres decisions del príncep regent fou l'obertura, el dia 1 d'agost de 1886, al públic de la majoria dels grans palaus i castell construïts pel rei Lluís II de Baviera.
Els llargs anys de la Regència estiguren marcats per una incesant activitat artística i cultural a Baviera. El suport decidit de la monarquia des del punt de vista institucional però també des del punt de vista econòmic feren que el seu nom, encara avui, sigui emprat per la designació de carrers, places i avingudes del land bavarès, però també de nombroses institucions culturals i artístiques de Múnic.
La Regència de Leopold conclogué amb la seva mort el dia 12 de desembre de l'any 1912 a Múnic a causa d'una bronquitis. Fou, posteriorment, enterrat a la cripta de la Theatinerkirche. Amb la seva mort, el seu fill Lluís esdevingué regent del Regne, i des del dia 3 de novembre de 1913 rei de Baviera.